# József Keller
József Keller (ur. 29 września 1965 w Nagykanizsie) – węgierski piłkarz występujący na pozycji obrońcy.

## Kariera klubowa
Keller karierę rozpoczynał w 1982 roku w drugoligowym zespole Nagykanizsai Olajbányász. W 1984 roku przeszedł do Ferencvárosu, grającego w pierwszej lidze węgierskiej. Trzy razy zdobył z nim mistrzostwo Węgier (1992, 1995, 1996), a także cztery razy Puchar Węgier (1991, 1993, 1994, 1995). W 1989 roku został też uznany Piłkarzem roku na Węgrzech.
Na początku 1996 roku przeszedł do belgijskiego pierwszoligowego klubu KSK Beveren i grał tam do końca sezonu 1995/1996. Następnie w latach 1996–2000 występował w zespołach drugiej ligi francuskiej – Red Star 93 oraz ES Wasquehal. W 2000 roku wrócił do Ferencvárosu, z którym wywalczył kolejne mistrzostwo Węgier (2001) oraz Puchar Węgier (2003). W sezonie 2003/2004 grał w drużynie Kispest-Honvéd, a następnie ponownie w Ferencvárosie. Występował też w Velence SE, gdzie w 2010 roku zakończył karierę.

## Kariera reprezentacyjna
W reprezentacji Węgier Keller zadebiutował 9 września 1986 w zremisowanym 0:0 towarzyskim meczu z Norwegią. W latach 1986–1994 w drużynie narodowej rozegrał 29 spotkań.